# L'altrui mestiere
(Italo Calvino)
L'altrui mestiere è un'opera saggistica scritta da Primo Levi e pubblicata da Einaudi nel 1985. Gli scritti che il libro contiene sono articoli che Levi pubblicò su quotidiani e riviste, "La Stampa" principalmente, dal 1976 al 1984 (con due eccezioni del 1964 e 1965). L'autore tratta di temi quali le scienze naturali, la zoologia, l'astronomia e la letteratura. Ci racconta inoltre di alcuni suoi ricordi giovanili e finisce per fornirci una preziosa autobiografia, scritta con il suo stile nitido e preciso. In un primo momento il libro era indicato come Elzeviri. La premessa che apre il volume è considerata una delle più esplicite dichiarazioni di poetica di Levi
Il libro è diviso in 51 capitoli e si apre con l'articolo di Italo Calvino che apparve su "La Repubblica" il 6 marzo 1985 nel quale lo scrittore parlò del libro di Levi. Alla fine del libro vi è una nota conclusiva a cura di Ernesto Ferrero intitolata Nota biografica e fortuna critica.

## Capitoli del libro
- Premessa (datata 16 gennaio 1985)

1. La mia casa
2. Aldous Huxley (1965)
3. Ex chimico
4. François Rabelais (1964)
5. La luna e noi (pubblicato nell'imminenza dello sbarco sulla luna)
6. Tartarin de Tarascon
7. Tornare a scuola
8. Perché si scrive?
9. L'aria congestionata
10. Calze al fulmicotone
11. Contro il dolore
12. Dello scrivere oscuro
13. «Leggere la vita»
14. Segni sulla pietra
15. Romanzi dettati dai grilli
16. Domum servavit
17. Il pugno di Renzo
18. Trenta ore sul Castoro sei
19. Inventare un animale
20. Lo scoiattolo
21. Il libro dei dati strani
22. Il salto della pulce
23. Tradurre ed essere tradotti
24. L'internazionale dei bambini
25. La lingua dei chimici (I)
26. La lingua dei chimici (II)
27. Le farfalle
28. Paura dei ragni
29. La forza dell'ambra
30. Gli scacchisti irritabili
31. La Cosmogonia di Queneau
32. L'ispettore Silhouette
33. Scrivere un romanzo
34. Stabile/instabile
35. I padroni del destino
36. Notizie dal cielo
37. Gli scarabei
38. Il rito e il riso
39. Il mondo invisibile
40. «Le più liete creature del mondo»
41. Il segno del chimico
42. La miglior merce
43. Le parole fossili
44. Il teschio e l'orchidea
45. Il fondaco del nonno
46. Un lungo duello
47. Il linguaggio degli odori
48. Lo scriba
49. A un giovane lettore
50. Bisogno di paura
51. Eclissi dei profeti

## Edizioni
- L'altrui mestiere, Torino Einaudi ("Gli struzzi" n. 292; "ET" n. 495), 1985 ISBN 88-06-58024-8 ISBN 88-06-14773-0 ISBN 978-88-06-18515-2
- (EN)  Other Peopleʼs Trades, trad. di Raymond Rosenthal, London: M. Joseph, 1989 ISBN 0718133315; London: Abacus, 1991 ISBN 034910185X
- (NL)  De spiegelmaker, a cura di Reinier Speelman, Amsterdam: Meulenhoff, 1991 ISBN 9029028505 ISBN 9029029374
- (FR)  Le métier des autres. Notes pour une redéfinition de la culture trad. di Martine Schruoffeneger, Paris: Gallimard, 1992 ISBN 9782070326907
- (DA)  Natteheksen Lilit og andre beretninger trad. di Nina Gross, Copenaghen: Forum, 1994 (contiene anche i racconti di Lilìt e altri racconti) ISBN 8755320813
- L'altrui mestiere, in Opere, vol. II, a cura di Marco Belpoliti, introduzione di Daniele Del Giudice, Torino: Einaudi ("Nuova Universale Einaudi" n. 225), 1997 ISBN 88-06-14637-8
- (DE)  Anderer Leute Berufe. Glossen und Miniaturen, trad. di Barbara Kleiner, München/Wien: Carl Hanser, 2004 ISBN 3446204776
- (ES)  El oficio ajeno, trad. di Antoni Vilalta, Barcelona: El Aleph, 2011 ISBN 9788476699928